# 318412 Tramelan
318412 Tramelan este un asteroid din centura principală de asteroizi.

## Descriere
318412 Tramelan este un asteroid din centura principală de asteroizi. A fost descoperit pe 11 ianuarie 2005 la Vicques de Michel Ory. Asteroidul prezintă o orbită caracterizată de o semiaxă mare de 2,64 ua, o excentricitate de 0,08 și o înclinație de 15,6° în raport cu ecliptica.